# Bergs kyrka, Västmanland
Bergs kyrka är en kyrkobyggnad som tillhör Hallstahammar-Kolbäcks församling i Västerås stift. Kyrkan ligger i Berg, omkring fyra kilometer väster om centrala Hallstahammar. Utanför kyrkmuren står en tiondebod från 1600-talet.

## Kyrkobyggnaden
Kyrkan är byggd av gråsten och uppfördes någon gång vid slutet av 1200-talet eller i början av 1300-talet. Byggnadsstilen är ett mellanting av romansk stil och gotisk stil. Kyrkans innertak var från början ett tunnvalv av trä som 1490 ersattes med två stjärnvalv. En hårdhänt renovering genomfördes 1835 då de rundbågiga romanska fönstren förstorades.  
I kyrkans takkonstuktion över långhuset finns 24 medeltida takstolar bevarade. Några saxsparrar har tagits bort, men annars har inga större förändringar skett. En dold fönsteröppning finns i långhusväggen och är synlig på vinden till sakristian. Taklagets utseende överensstämmer med kyrkans datering till kring 1300.
På norra väggen finns målat ett lejon med två svansar. Valvribborna har små målningar som föreställer Jesu pinoredskap. 

## Inventarier
- Dopfunten från 1300-talet är av typen paradisfunt.
- Altarskåpet är från tiden omkring år 1400. I altarskåpet finns figurer som föreställer Jesus, Maria samt Marias mor Anna.
- Predikstolen är från år 1802.
- I sakristian förvaras fragment av ett krucifix från omkring år 1350. Snett framför koret har en kopia av krucifixet satts upp.

### Orgel
- 1876 byggde E. A. Setterquist & Son, Örebro en orgel med 8 stämmor, en manual och bihängd pedal.
- Den nuvarande orgeln byggdes 1943 av A Magnussons Orgelbyggeri AB, Göteborg. Orgeln är pneumatisk. Den har två fria kombinationer, en fast kombination och tremulant för Krumhorn 8'.

| Huvudverk I   | Svällverk II        | Pedal         | Koppel    |
| Principal 8´  | Rörflöjt 8´         | Subbas 16´    | I/P       |
| Borduna 8´    | Fugara 8´           | Gedacktbas 8´ | II/P      |
| Oktava 4´     | Flöjt oktaviant 4´  | Flöjtbas 4´   | II/I      |
| Blockflöjt 4' | Waldflöjt 2'        |               | I 4'/I    |
| Oktava 2'     | Sesquialtera 2 chor |               | II 16'/I  |
| Mixtur 3 chor | Krumhorn 8'         |               | II 4'/I   |
|               | Crescendosvällare   |               | II 16'/II |
|               |                     |               | II 4'/P   |

## Klockstapel
Klockstapeln sydväst om kyrkan har sin nuvarande, kompakta form sedan en ombyggnad 1842. Då kläddes den in med locklistpanel som tjärströks och täcktes med ett valmat tak med vitmålade frontespiser. Tidigare fanns en hög 1600-talsspira.
Konstruktionen i klockstapel är typiskt medeltida, men verktygsspåren är svårtolkade och för tankarna till senmedeltid. Klockstapelns konstruktion uppskattas till 1300-1500-tal efter en inventering.

## Galleri

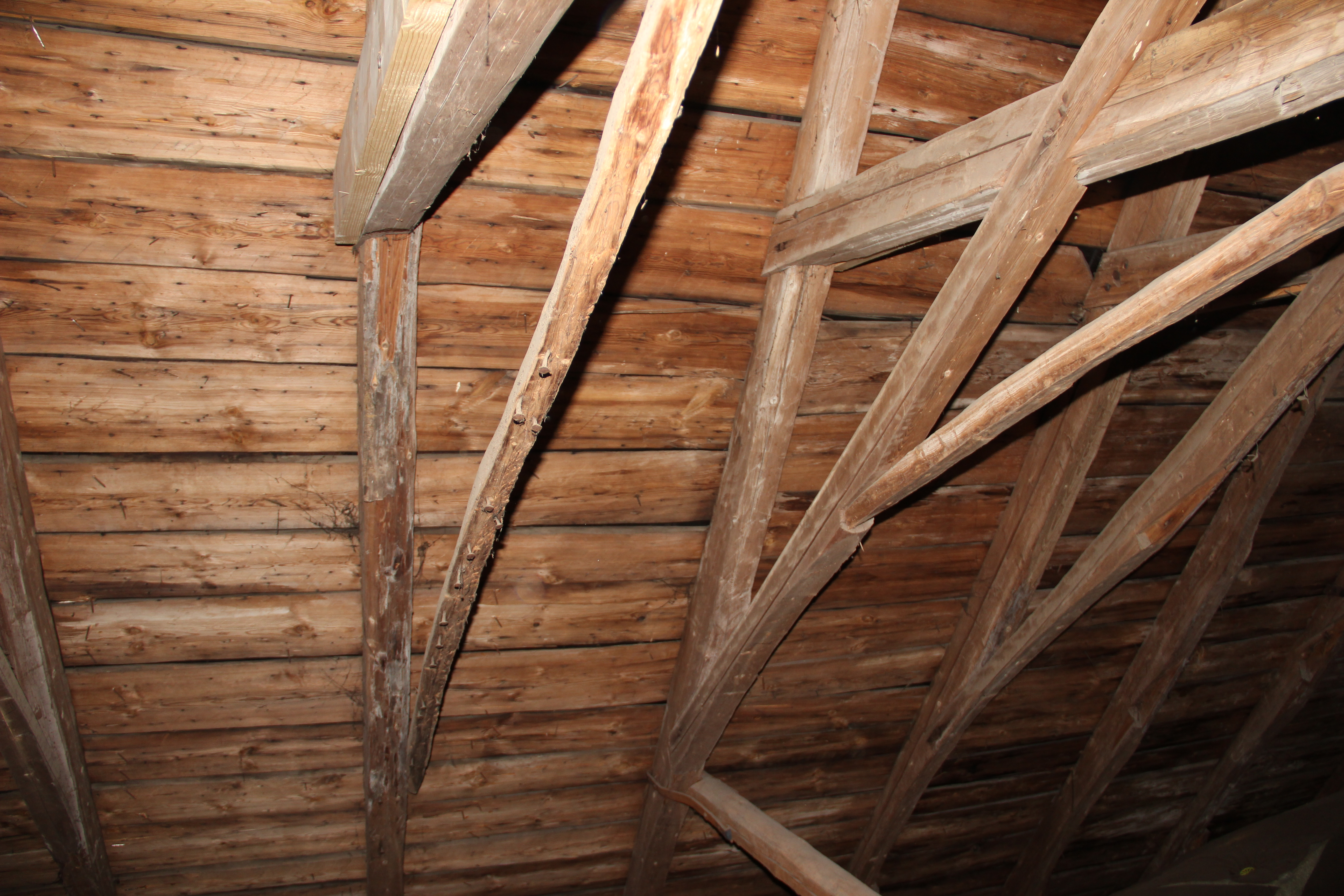
Del av kyrkans taklag
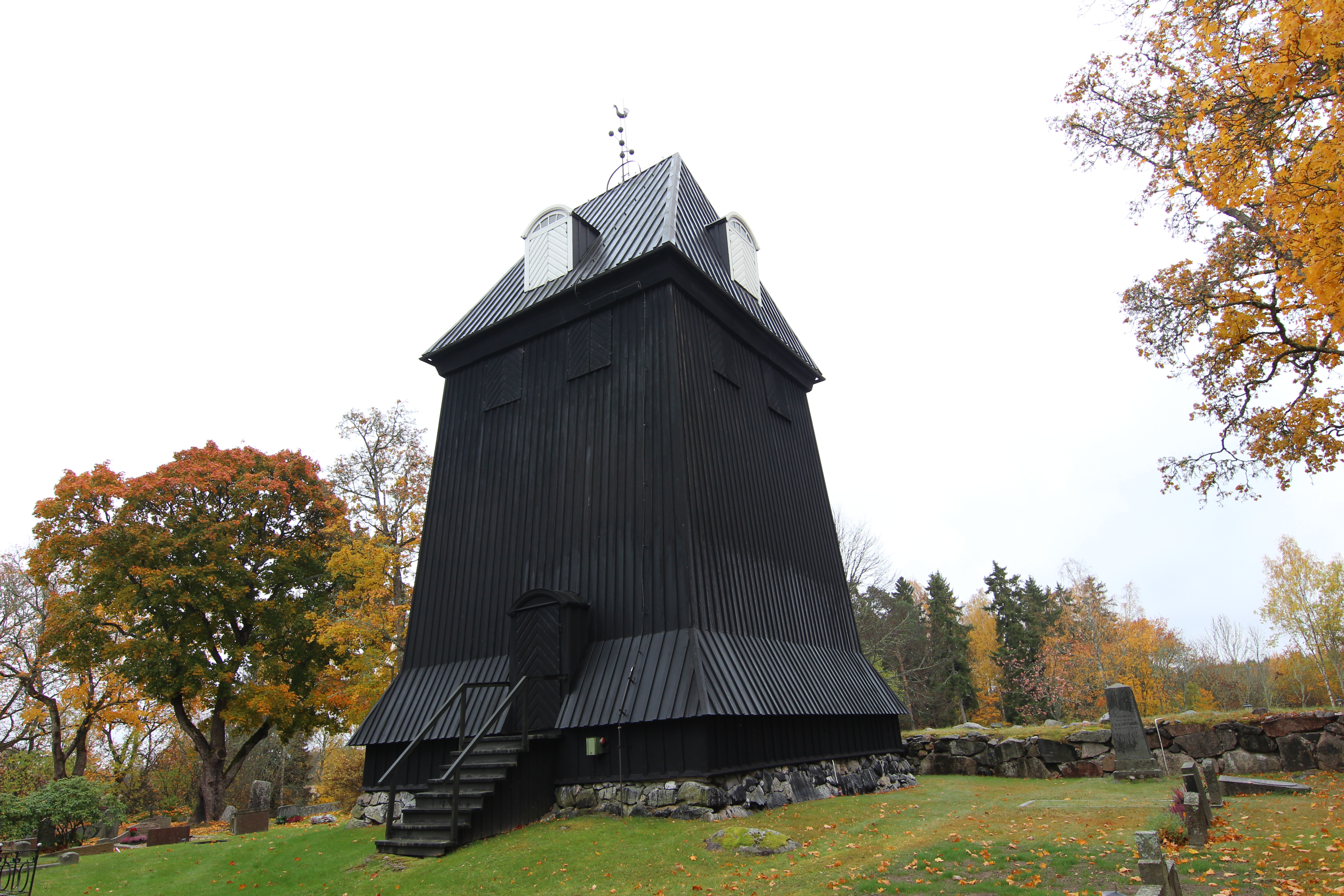
Klockstapel, Bergs kyrka
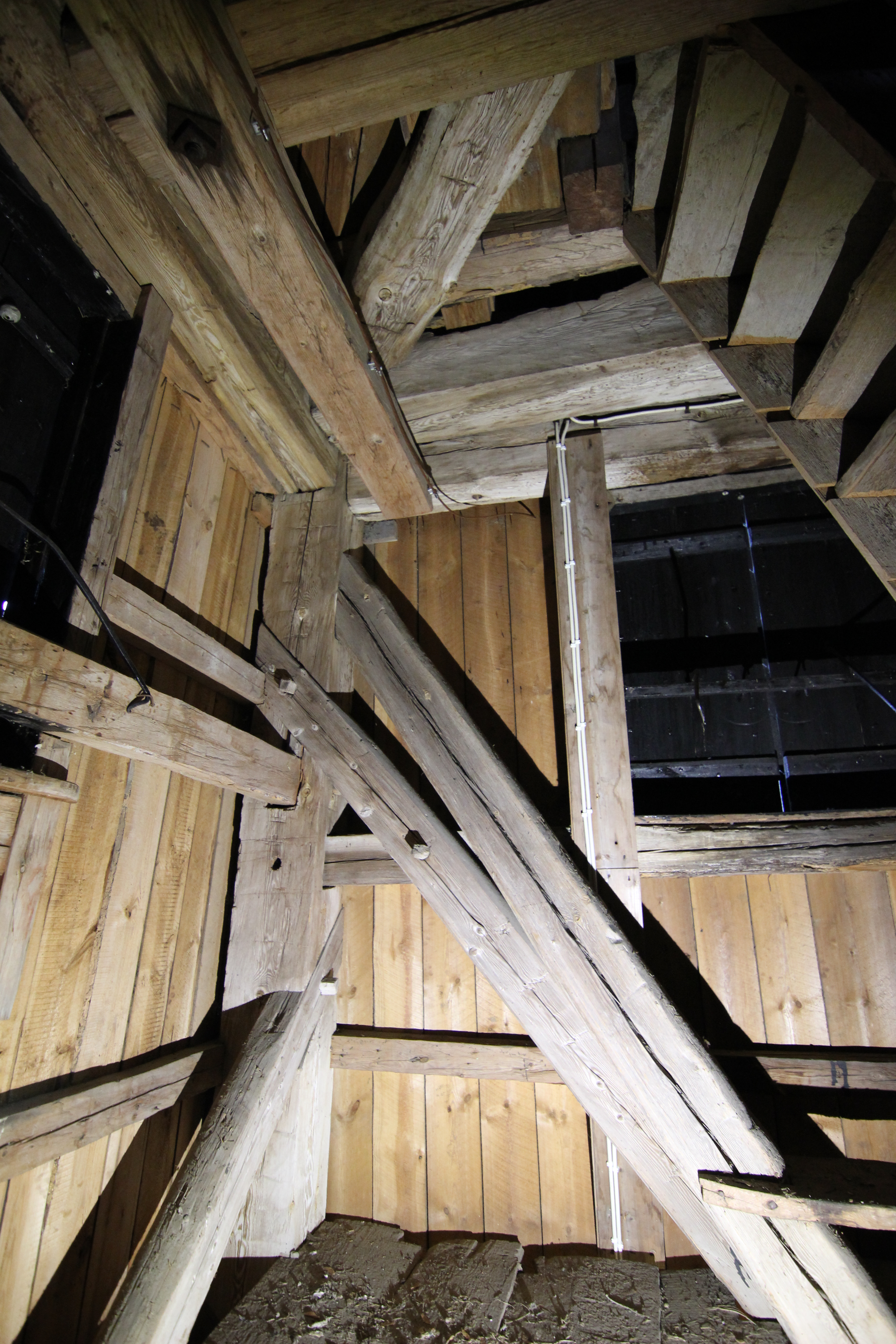
Stomkonstruktion, klockstapeln